# Rieux-en-Val
Rieux-en-Val település Franciaországban, Aude megyében. Lakosainak száma 86 fő (2022. január 1.). Rieux-en-Val Caunettes-en-Val, Lagrasse, Mayronnes, Serviès-en-Val és Taurize községekkel határos.

## Népesség
A település népessége az elmúlt években az alábbi módon változott:
| Lakosok száma | 105  | 86   | 82   | 71   | 88   | 90   | 88   | 85   | 85   | 86   |
|               | 1968 | 1982 | 1990 | 2006 | 2013 | 2015 | 2017 | 2019 | 2020 | 2022 |